# 567010 Kanyosandor
567010 Kanyosandor este o planetă minoră (asteroid) din centura de asteroizi. A fost descoperită pe 7 martie 2011 la Piszkéstetői Obszervatórium⁠(d) de  și a fost numită după Kanyó Sándor⁠(d). 
Obiectul prezintă o orbită caracterizată de o semiaxă mare de 2,7383046981928 UAi, o excentricitate de 0,10853446587699, o înclinație de 9,524416263394 ° în raport cu ecliptica.